# Parafia św. Marii Magdaleny w Przemyślu
Parafia św. Marii Magdaleny w Przemyślu – parafia rzymskokatolicka pod wezwaniem Świętej Marii Magdaleny w Przemyślu, należąca do dekanatu Przemyśl I w archidiecezji przemyskiej. Erygowana w 1969 roku. Mieści się przy ulicy Franciszkańskiej.

## Historia
Franciszkanie przybyli do Przemyśla prawdopodobnie w 1235 roku. Pierwsza wzmianka drewnianego klasztoru w źródłach pochodzi 1413 roku. Ok. 1474 roku zbudowano kolejny murowany kościół, który 13 kwietnia 1637 roku został konsekrowany przez abpa Jana Zamoyskiego. W 1638 został w znacznym stopniu zniszczony przez pożar, odbudowa trwała do ok. 1658 r. W 1740 roku kościół był w bardzo złym stanie technicznym. W latach 1754–1780 zbudowano obecny kościół z fundacji bpa Wacława Hieronima Sierakowskiego przy wsparciu: Franciszka Salezego Potockiego, Wawrzyńca Morskiego, Sebastiana Morskiego, Augusta Ulińskiego, Wisłockich, Humnickich, Dzieduszyckich i Chojnackich. Projekt kościoła wykonał arch. Walenty Haltman.
8 września 1777 roku odbyła się koronacja cudownego obrazu Matki Bożej Niepokalanej. 19 lipca 1778 roku odbyła się konsekracja, której dokonał bp Józef Tadeusz Kierski. W latach 1789–1791 kościół czasowo został przez Austriaków zamieniony na magazyn wojskowy. W 1969 roku została erygowana parafia.
Proboszczami parafii byli m.in.: o.Józef Złydach OFMConv (od 1972), o.Jan Bar OFMConv (od 1983), o.Jarosław Karaś OFMConv, o.Paweł Solecki OFMConv (2008–2016), o.Zbigniew Kubit OFMConv. (2016-2024), obecnie proboszczem jest o.Rafał Antoszczuk OFMConv 

## Terytorium parafii
Na terenie parafii jest 2 100 wiernych mieszkających przy ulicach: Adama Asnyka, Bohaterów Getta (numery 6, 8, 10, 12, 14, 16, 18), Chmielna, Czarnieckiego, Jarosława Dąbrowskiego, Franciszkańska, Jagiellońska, Kamienny Most, Kazimierza Wielkiego, Kopernika (numery 2, 3, 3a, 4–6, 10, 12, 14, 16, 20, 22, 24, 26, 28), Mnisza, Mostowa, Ratuszowa, Rybia, Rynek (numery 3, 6, 12, 26), Serbańska, Sportowa, Śnigurskiego (numery 1, 5, 9, Wałowa, Przecznica Wałowa, Wodna, Władycze (numer 1).